# しがない歩兵
「しがない歩兵」（原題： Only a Pawn in Their Game）は、ボブ・ディランの楽曲。1963年6月12日に発生した公民権運動家のメドガー・エヴァーズの暗殺事件を題材にした作品である。ディランはすぐに曲を書き上げ、翌月には人々の前で演奏した。1964年のアルバム『時代は変る』に収録された。

## 概要
1963年6月11日の20時（東部時間）、ジョン・F・ケネディ大統領が大統領執務室で行った公民権についての演説が、全米のラジオ・テレビで放送された。それからわずか数時間後の同月12日後午前0時頃、アフリカ系アメリカ人の公民権運動家のメドガー・エヴァーズは茂みに隠れていたバイロン・デ・ラ・ベックウィズという男にライフルで狙撃され、死亡した。ベックウィズは白人至上主義団体の白人市民会議とクー・クラックス・クランのメンバーだった。
ボブ・ディランは事件を元にした曲をすぐに書き上げた。歌詞は、殺人やその他の人種差別的暴力の責任を、貧しい白人を操って黒人への怒りと憎しみを抱かせる裕福な白人政治家や当局に帰している。語り手は「彼（殺人犯）を責めることはできない。なぜなら奴らのゲームの駒に過ぎないからだ」という主張を繰り返す。
同年7月6日、ミシシッピ州グリーンウッドで行われた有権者登録集会にディランはピート・シーガーに招かれて参加し、本作を初めて披露した。7月26日にはニューポート・フォーク・フェスティバルで再演した。
同年8月7日、ニューヨークのコロムビア・レコーディング・スタジオで録音された。そして8月28日に行われたワシントン大行進にディランは参加し、「船が入ってくるとき」「風に吹かれて」「しがない歩兵」の3曲の自作を披露した（「船が入ってくるとき」ではジョーン・バエズとデュエットした）。
1964年1月13日発売の3作目のアルバム『時代は変る』に収録された。